# Romy Rosemont
Romy Rosemont (ur. 28 października 1964 r. w Nowym Jorku) − amerykańska aktorka telewizyjna i filmowa. Znana z roli Carole Hudson (później Carole Hudson-Hummel) w serialu telewizyjnym Glee. Absolwentka Northwestern University. Laureatka nagrody festiwalu Method Fest za występ w filmie John John wraca do przeszłości (2000). Od grudnia 2008 żona aktorka Stephena Roota.